# Mambises

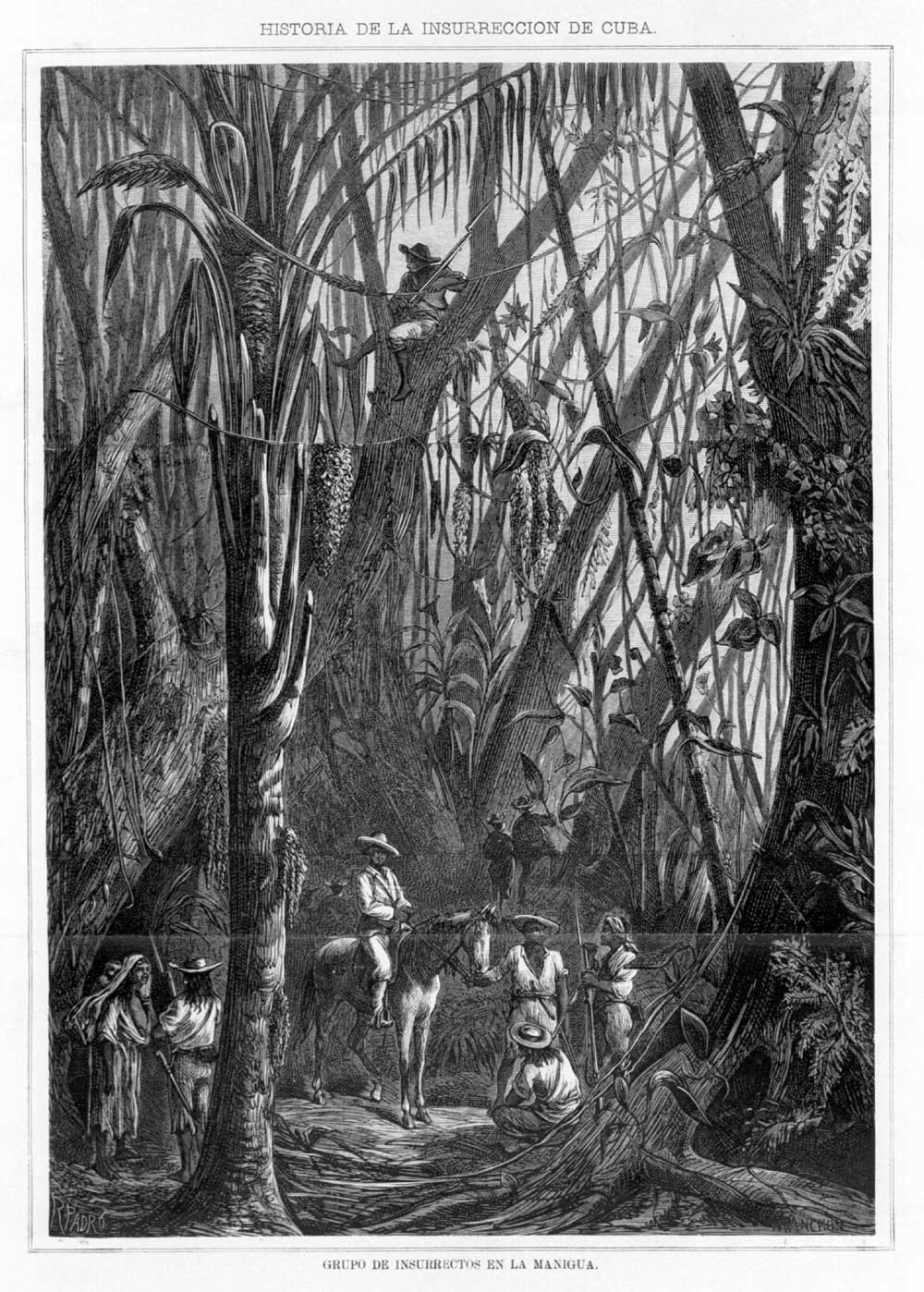
Grupo de insurrectos en la manigua

El término mambises (en singular mambí) se utiliza para referirse a los guerrilleros independentistas dominicanos, cubanos y filipinos que en el siglo XIX participaron en las guerras restauradoras de la República Dominicana y por la independencia de Cuba y las Filipinas.

## Origen de la palabra
Origen etimológico (del bantú: -mbi ‘insurrecto’), sin embargo, en la imaginación popular circulan diversas versiones, como las siguientes:
La palabra mambí viene asociada a Juan Ethnnius Mamby "Eutimio Mambí", oficial negro que desertó del bando español, un líder que luego peleó contra los españoles en Santo Domingo, cincuenta años antes del estallido de la Guerra de los Diez Años en Cuba.
También puede referirse a una palabra aborigen que designaba la rebelión contra los caciques que vivían escondidos en los bosques.
Según Miguel Barnet en su libro Cimarrón: Historia de un esclavo, la etimología de la palabra mambí se desconoce, pero se cree originaria de África.
El origen en América de ese término fue a consecuencia del movimiento de Restauración, de la República Dominicana, que tuvo su triunfo final el 16 de agosto de 1865. La República Dominicana había sido anexionada al Imperio Español en 1863. Los oficiales y soldados españoles llamaban "mambises" a los insurrectos. Al triunfar años después, estos mismos "restauradores" sirvieron como oficiales y soldados para reforzar las tropas cubanas que combatían para lograr la independencia de España, trayendo consigo esa denominación.
Los soldados españoles, notando las tácticas similares en el uso del machete de los revolucionarios cubanos, comenzaron a referirse a ellos como los "hombres de Mambí", lo que luego se acortó diciendo "mambí" o "mambises".

## Las tropas mambisas
Estaban compuestas por cubanos de todas las clases sociales, desde esclavos, negros y mulatos libres, hasta terratenientes como Carlos Manuel de Céspedes, conocido como el Padre de la Patria".
Cabe destacar la participación en la guerra de independencia de Cuba de oficiales y soldados de otros países, como Henry Reeve, conocido como El Inglesito, el polaco Carlos Roloff, el peruano Leoncio Prado Gutiérrez y el dominicano Máximo Gómez. A este último, conocido como el Generalísimo, se le considera autor de la primera carga al machete del Ejército Libertador cubano, que se convertiría en una de las tácticas principales de los mambises. También llegó a ser propuesto para candidato a la Presidencia de la República, lo cual no aceptó.
Otros conocidos jefes mambises fueron los generales Antonio Maceo, quien se destacó por su valentía y talento militar, así como por su protagonismo en la Protesta de Baraguá, y Guillermo Moncada, el llamado Gigante de ébano.